# Touraco de Ruspoli
Tauraco ruspolii
Pour les articles homonymes, voir Ruspoli.
Espèce
Statut de conservation UICN

 VU C2a(ii) : Vulnérable
Statut CITES
Le Touraco de Ruspoli (Tauraco ruspolii syn. : Menelikornis ruspolii) est une espèce d'oiseaux de la famille des Musophagidae. 
Il doit son nom au prince Eugenio Ruspoli qui le découvrit.

## Répartition
Cet oiseau est endémique d'Éthiopie. 